# Кевін Ф. О'Тул
Кевін Ф. О'Тул (Kevin F. O'Toole) — адвокат та регулятор азартних ігор у США. Його було призначено другим виконавчим директором Ради з азартних ігор Пенсільванії 2009 року. 2012 року О'Тул отримав нагороду «Регулятор року Америки» разом з Марком Ліпареллі.
О'Тул почав кар'єру заступником генерального прокурора Відділу контролю за іграми Нью-Джерсі. У 1997—2007 О'Тул був виконавчим директором Ігрової комісії індійської нації Онеїда, яка управляє казино Turning Stone у Вероні, штат Нью-Йорк. 2007 року його було призначено уповноваженим з питань штату. О'Тул допомагав у розробці Мінімальних стандартів внутрішнього контролю (MICS) для Національної індіанської комісії з ігор. О'Тул також був членом Комітету з питань племінних відносин з боксу та Комісії з боксу при атлетичних комісіях індіанської нації Онеїда.

## Освіта
О'Тул — випускник Школи Уортона Університету Пенсільванії та Юридичної школи Університету Рутгерса.